# Соціальна мобілізація
Соціальна мобілізація (також мобілізація мас) — мобілізація цивільного населення в рамках політичного процесу. Соціальна мобілізація, що є конструктом змагальної політики, залучає і мотивує широке коло партнерів і союзників на національному та місцевому рівнях до підвищення обізнаності про певну мету розвитку та попиту на неї через діалог віч-на-віч. Члени інституцій, мереж спільнот, громадських і релігійних груп та інших працюють у скоординований спосіб, щоб достукатися до діалогу з конкретними групами людей через сплановані меседжі. Іншими словами, соціальна мобілізація має на меті забезпечити зміни за допомоги цілої низки спільників, залучених до взаємопов'язаних і взаємодоповнювальних зусиль.
Соціальна мобілізація може виражатися в акціях протесту, бойкотах або інших демонстраціях. Вони можуть бути мирними (демонстрації) або насильницькими (заворушення), і відбуватися у фізичному або віртуальному світі (інтернет-мобілізація). Політологи Кас Мудде та Крістобаль Ровіра Кальтвассер визначають поняття «мобілізації» як «зобов'язання, взяте на себе широкою групою людей з метою підвищення обізнаності щодо певного питання, що спонукає їх до колективних дій на підтримку своєї справи».